# Floorball
Il floorball, chiamato alternativamente unihockey, è uno sport di squadra praticato ufficialmente in oltre 74 nazioni. Il floorball è una versione indoor dell'hockey su ghiaccio, giocato però senza pattini né protezioni.

## Storia
Il floorball nasce negli Stati Uniti d'America durante gli anni '50 come floorhockey, nome che diventa poi floorball per la presenza di una pallina al posto del disco. 
Viene inizialmente utilizzato come mezzo d'allenamento a secco per i giocatori di hockey su ghiaccio, ma diventa presto popolarissimo in Svezia, Svizzera e Finlandia. Si diffonde principalmente all'interno delle università scandinave, dettaglio che gli vale il nome alternativo di unihockey (dalla contrazione di "university hockey"). Nel 1981 nasce la prima Federazione Nazionale in Svezia, e nel 1986 viene fondata la IFF (International Floorball Federation). L'IFF organizza dal 1996 i campionati mondiali con periodicità biennale (maschili in anni pari e femminili in anni dispari). Nei mondiali maschili 2008 per la prima volta dopo 6 edizioni consecutive vinte dalla Svezia il successo è andato alla Finlandia. 
Nel 2017 la struttura della IFF contava oltre 4000 club, più di 300.000 atleti tesserati, e più di 3 milioni di giocatori non agonisti.
Nel 1997 il floorball partecipa come sport promozionale ai World Games tenuti a Lahti, in Finlandia, dal 7 al 17 agosto. Partecipano quattro squadre maschili - Finlandia, Lettonia, Svezia e Svizzera - e la Svezia si aggiudica l'oro.
Il 28 ottobre 2000 l'IFF diventa socio di General Association of International Sports Federation (GAISF), ora conosciuto come SportAccord - ente riconosciuto dal Comitato Olimpico Internazionale.
Nel dicembre 2008 la IFF ed il floorball vengono riconosciuti dal Comitato Olimpico Internazionale (CIO).
Nel gennaio 2009 la IFF ed il floorball vengono riconosciuti da Special Olympics.
Nel 2017 il floorball (ora membro anche di IWGA) partecipa come sport ufficiale ai World Games tenutisi a Varsavia, dal 20 al 30 luglio.

## Il gioco

Le dimensioni di una pista di floorball

Il floorball è un gioco molto veloce. La pallina va sempre controllata con la paletta sotto l'altezza del ginocchio. Toccare la pallina con le mani o con la testa comporta un'infrazione. Non è inoltre ammesso colpire, bloccare, sollevare o calciare la stecca dell'avversario, e naturalmente non si possono colpire nemmeno gambe o piedi. Per infrazioni gravi i giocatori vengono espulsi per alcuni minuti (2'-4') di gioco costringendo così la squadra a giocare in inferiorità numerica. In generale tutte le situazioni che creano pericolo ai giocatori sono vietate. Le infrazioni vengono punite con un tiro di punizione dal luogo in cui vengono commesse e gli avversari devono restare almeno a 3 metri (per il Campo Grande) o 2 metri (per il Campo Piccolo) di distanza dal punto in cui viene battuta la punizione. Se l'infrazione viene commessa dietro le porte si batte dai punti d'ingaggio laterali. Ogni volta che la pallina esce lateralmente (sopra le balaustre) viene rimessa in gioco con un tiro di punizione dal punto più vicino a dove essa è uscita, fatta eccezione per il caso in cui esce dietro le porte, nel quale si procede come nelle infrazioni.
Per iniziare a giocare a floorball basta anche un semplice campetto da basket o volley all'aperto, o ancora meglio una palestra con fondo liscio. L'abbigliamento è costituito da pantaloncini, maglietta e scarpe da ginnastica. Si usano delle stecche e una pallina di materiale sintetico estremamente leggero, tipicamente fibra di carbonio o di vetro.

## Le regole

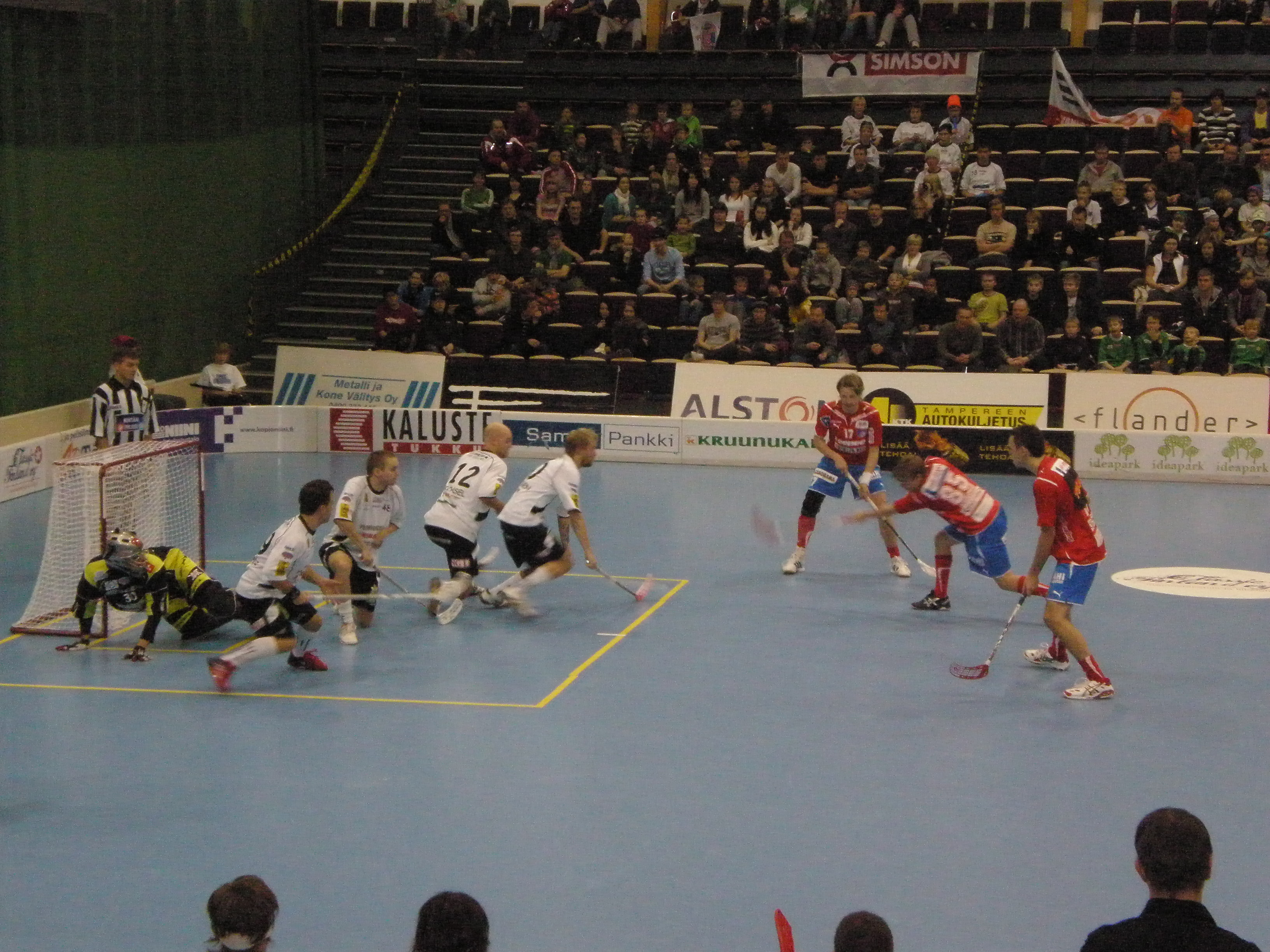
Fase di una partita di floorball

Le regole base del floorball furono stabilite nel 1979, quando fu fondato il primo club del mondo, il Sala IBK della città svedese Sala. Le prime regole ufficiali per le partite furono scritte la prima volta nel 1981. Tali regole hanno subito aggiornamenti nel corso degli anni.
Il campo da gioco:
I campi ufficialmente sono di due misure: 24x14 il Campo Piccolo e 40x20 il Campo Grande. Sul primo partecipano 3 giocatori (detti di movimento) più un portiere, sul secondo 5 giocatori di movimento più un portiere. Data l'intensità del gioco si hanno cambi volanti. Tipicamente una squadra schiera in panchina 2 o 3 linee. Una linea è un quintetto di giocatori di movimento (su Campo Grande) o un terzetto di giocatori di movimento (su Campo Piccolo). Al massimo sul referto partita possono essere schierati 20 giocatori e 5 membri di staff.
Le porte misurano 115 centimetri di altezza x 160 centimetri di larghezza.
Le due aree del portiere:
Nell'area grande del portiere (4x5 metri su Campo Grande, 3x4.5 su Campo Piccolo) possono entrare anche i giocatori, ed indica il limite entro cui il portiere deve avere almeno una parte del corpo per poter toccare la pallina con le mani.
L'area protetta, invece, è destinata solo al portiere: nessun altro giocatore può entrarci con il corpo: è però possibile in quest'area giocare la pallina con la stecca.
Grandezza delle squadre:
Una squadra è formata da più giocatori di campo e da un portiere. Per squadra possono trovarsi contemporaneamente sul campo di gioco al massimo tre giocatori (Campo Piccolo) o cinque giocatori (Campo Grande) di movimento e un portiere. Il portiere può essere sostituito da un giocatore di movimento (ciò succede quando una squadra ha l'urgente bisogno di segnare una rete, di solito quella del pareggio. Questa sostituzione si effettua nella maggior parte dei casi negli ultimi minuti di una partita).
Durata della partita:
Le partite vengono giocate in 3 tempi da 20 minuti effettivi (Campo Grande) o 2 tempi da 20 minuti non effettivi (Campo Piccolo). Nelle categorie giovanili si effettuano 2 tempi da 20 o da 15 minuti. L'inizio del gioco avviene a centro campo tramite ingaggio.
Sostituzione dei giocatori:
Un giocatore, portiere compreso, può essere sostituito in ogni momento. Il giocatore può entrare in campo solo dopo che l'altro è uscito dal terreno di gioco. Una cambio scorretto viene punito con 2 minuti di penalità.
Ingaggio:
Un ingaggio può essere effettuato al centro del campo (ad inizio gara o in seguito ad una rete) oppure in uno degli altri 6 punti d'ingaggio (4 negli angoli, 2 lungo la linea di metà campo). Due giocatori avversari si posizionano sul punto d'ingaggio faccia a faccia, con la pallina che giace sul punto d'ingaggio e con le mani sulle rispettive stecche. Le palette dei bastoni devono appoggiare sul pavimento parallele nonché perpendicolari alla linea di metà campo, senza però toccare la pallina. Tutti gli altri giocatori devono trovarsi almeno a due metri dal punto d'ingaggio. Con un fischio dell'arbitro la pallina viene messa in gioco.
Palla fuori campo:
Se la pallina esce dal campo oppure viene a contatto con un oggetto sopra il campo, viene assegnata una punizione alla squadra che ha toccato per ultima la pallina. Questa ha luogo sul posto ad una distanza di 1 metro dalla balaustra.
Punizione:
Viene effettuata direttamente dal luogo dell'infrazione commessa. Le punizioni per le infrazioni effettuate dietro la linea prolungata della porta vengono eseguite dal punto d'ingaggio più vicino. L'avversario, compreso il bastone, deve allontanarsi subito di almeno 2 metri (campo grande 3 metri). Qualora non lo facesse, egli riceverà una penalità di 2 minuti.
Tiro di rigore:
Quando un'infrazione ostacola una chiara occasione di rete, la squadra danneggiata potrà usufruire di un tiro di rigore. Il tiratore parte da centrocampo. Il portiere potrà abbandonare la linea di porta dopo che il giocatore avrà toccato la pallina, la quale deve sempre muoversi in avanti durante l'esecuzione del rigore. Un tiro supplementare non è permesso. In caso di mancata segnatura avrà luogo un ingaggio da metà campo.
Infrazioni con la stecca:
Non è ammesso colpire con il proprio bastone il bastone o il corpo dell'avversario. Infrazioni ripetute oppure entrate dure vengono puniti con una penalità di 2 o 5 minuti.
Stecca alta:
Il bastone non può essere alzato oltre l'altezza dell'anca e la pallina non può essere colpita con il bastone oltre l'altezza del ginocchio. Dopo un tiro il bastone può essere alzato in avanti oltre l'altezza dell'anca se nelle immediate vicinanze non vi è alcun giocatore avversario, in caso contrario è prevista una sospensione momentanea.
Utilizzo del corpo:
Durante la competizione è ammesso coprire la pallina con il corpo, come pure una leggera spinta con le spalle. È invece proibito: trattenere, spingere con le mani, colpire con il gomito, fare ostruzione o dure entrate da tergo. Trattenere o attaccare rudemente un avversario è punito sempre con 2 o 5 minuti di penalità.
Gioco con il piede:
La pallina può essere toccata o passata di piede ad un compagno una sola volta. Colpire più di tre volte la pallina con il piede, senza che il bastone la tocchi, è vietato.
Gioco con la mano, il braccio e la testa:
Non è ammesso giocare intenzionalmente la pallina con la mano o il braccio. Questa infrazione è punita con 2 minuti di penalità. Gioco con la testa comporta invece una punizione per la squadra avversaria. È vietato anche saltare e toccare la pallina senza avere un piede sul pavimento.
Gioco a terra:
Un giocatore può avere contatto con il pavimento solo con i suoi piedi e con un ginocchio. Se viene a contatto con il pavimento con qualsiasi altra parte del suo corpo, e gioca intenzionalmente la pallina, commette un'infrazione: è punito con 2 minuti di penalità. È particolarmente vietato gettarsi durante un tiro avversario.
Vantaggio:

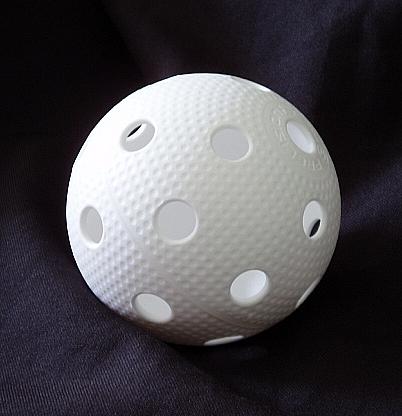
Pallina regolamentare

Se una squadra in possesso della pallina subisce una infrazione, ma mantiene il controllo della pallina, il gioco non viene interrotto (vantaggio), dopo il terzo vantaggio il gioco viene immediatamente interrotto, viene comminata una penalità, e si riprende con una punizione a favore della squadra che ha subito il fallo. Se l'azione si svolge poi correttamente e l'avversario non si impossessa immediatamente della palla e la situazione è effettivamente vantaggiosa il gioco prosegue. Il vantaggio è dato anche in caso di infrazioni che portano a una penalità (penalità differita), in questo caso il portiere può abbandonare la porta per andare in panchina e dare la possibilità di far entrare un giocatore di movimento in più, appena la situazione di vantaggio termina (quando il giocatore avversario si impossessa della palla), il gioco è interrotto e la penalità sanzionata.
Il portiere:
Il portiere gioca senza bastone. Nella sua azione di difesa della porta è libero di muoversi finché l'azione è finalizzata sulla pallina. Egli può trattenere la pallina solo se almeno una parte del suo corpo si trova all'interno dell'area di porta. Se egli blocca la pallina per oltre 3 secondi, l'avversario ha diritto ad una punizione indiretta da 3,5 metri dell'area protetta. Il portiere non può essere ostacolato durante la rimessa della pallina. La pallina, lanciata dal portiere, non può superare la linea centrale senza che abbia toccato il pavimento prima di metà campo, o un giocatore di movimento, o il suo equipaggiamento. Il portiere non può toccare con le mani un passaggio ricevuto da un compagno di squadra.

## In Italia
In Italia il floorball fa la sua apparizione nei primi anni '90, per volontà di alcuni insegnanti di educazione fisica (tra questi il professor Bernardini di Milano, ed il professor Minervino di Varese - sua la prima tesi sul floorball in Italia). Occorre attendere sino alla stagione 1996-1997 per vedere la nascita di una squadra vera e propria. A Varese nasce infatti il Floorball Club Mucchio Selvaggio che subito partecipa ai tornei nella vicina Svizzera. Nessun campionato ufficiale è organizzato in quel periodo, ma solo tornei di esibizione che fanno acquisire ai varesini una buona esperienza. 
Occorre attendere ancora un paio d'anni per vedere la nascita di un altro gruppo, l'Unihockey Club Piranhas Dolo che nasce nel 1998. Le due squadre italiane partecipano ad un torneo in Svizzera ed a fine gennaio ha luogo la prima partita ufficiale di Floorball in Italia, a Leggiuno (Varese) tra il Mucchio Selvaggio ed i Piranhas, (che vede la vittoria per 10-7 della compagine varesina). Intanto alle due squadre se ne aggiungono altre due di Bolzano, l'Aasgeier Bolzano e il Diamante Bolzano. Queste 4 squadre si incontrano a maggio del 1999 durante lo Sport Show di Verona, importante fiera del settore sportivo. Le squadre bolzanine conquistano le prime due piazze (Aasgeier primi, Diamante a seguire) lasciando dietro Mucchio Selvaggio e Piranhas. A questo punto il movimento aumenta con l'arrivo sulla scena delle squadre di Milano del QT8 e del FC Milano, dei Viking Roma e del GLS L'Aquila
A novembre del 1999 si svolgono nel giro di due giorni due tornei distinti a Bologna, mentre nel maggio del 2000 si svolge un torneo a Dolo. Si arriva alla fine all'11 dicembre 2000 quando le 8 società si riuniscono e fondano la Federazione Italiana Unihockey Floorball e viene eletto presidente David Lazzari. 
Nel 2001 viene organizzato il primo Campionato Italiano, da gennaio a maggio, con la vittoria dell'UHC Varese Wild Boars (nuova denominazione assunta dal Mucchio Selvaggio).

### Nazionale Maschile Senior
Viene invitata dalla IFF a partecipare ai Campionati Mondiali - gruppo B nel 2002, e nel 2004 conquista la promozione nel gruppo A, con l'élite mondiale. Nei mondiali del 2006 la Nazionale Italiana maschile si classifica all'8º posto. Dai mondiali del 2010 non ci sono più le divisioni A, B e C, ma gironi di qualificazioni ed un'unica fase finale. L'ultima partecipazione alla fase finale della squadra azzurra è stata nel 2010.

### Nazionale Femminile Senior
La Nazionale Femminile nei Campionati Mondiali del 2003 si classifica al quarto posto nel gruppo B. Dai mondiali del 2011 non ci sono più le divisioni A e B, ma gironi di qualificazioni ed un'unica fase finale.
Italia ha ospitato le qualificazioni ai Mondiali femminili Senior a Celano nel 2017.

### Nazionale Maschile Under 19
Italia partecipa per la prima volta ai Campionati Mondiali Under19 nel 2007. Dal 2012 Italia partecipa regolarmente nelle qualificazioni ai mondiali con la squadra nazionale maschile Under19.
Italia ha ospitato tre volte le qualificazioni ai Mondiali maschili Under19: a Ciampino nel 2012, a Celano nel 2016 ed a Bolzano nel 2018.

### Nazionale Femminile Under 19
Italia nel 2017 partecipa per la prima volta alle qualificazioni ai Mondiali Femminili Under19 e nel 2019 Italia ospita a Lignano Sabbiadoro le qualificazioni ai Mondiali femminili Under19

### Albo d'oro Campionati italiani
| Anno    | Campo Grande                 | Campo Piccolo                                                 | Campionato Femminile            | Under 19                    | Coppa Italia Maschile        | Coppa Italia Femminile | Masters                     |
| ------- | ---------------------------- | ------------------------------------------------------------- | ------------------------------- | --------------------------- | ---------------------------- | ---------------------- | --------------------------- |
| 2001    |                              | UHC Wild Boars Varese                                         |                                 |                             |                              |                        |                             |
| 2001/02 | SSV Diamante Bolzano         | SSV Diamante Bolzano                                          | SSV Diamante Bolzano            |                             |                              |                        |                             |
| 2002/03 | SSV Diamante Bolzano         | SC Lions Lajen                                                | SSV Diamante Bolzano            | UHC Varese Wild Boars       |                              |                        |                             |
| 2003/04 | SSV Diamante Bolzano         | QT8 Milano                                                    | SSV Diamante Bolzano            | SSV Diamante Bolzano        |                              |                        |                             |
| 2004/05 | SSV Diamante Bolzano         | Skorpions Bolzano                                             | SSV Diamante Bolzano            | SSV Diamante Bolzano        |                              |                        |                             |
| 2005/06 | FBC Bozen                    | SSV Diamante Bolzano                                          | UHC Dolo                        | SSV Diamante Bolzano        |                              |                        |                             |
| 2006/07 | Viking Roma FC               | FBC Bozen                                                     | SSV Diamante Bolzano            | Lokomotiv Vipiteno/Sterzing |                              |                        |                             |
| 2007/08 | FBC Bozen                    | FBC Bozen                                                     | SSV Diamante Bolzano            | FC Fanatics Gargazon        |                              |                        |                             |
| 2008/09 | SSV Diamante Bolzano         | FBC Bozen                                                     | SSV Diamante Bolzano            | FC Fanatics Gargazon        |                              |                        |                             |
| 2009/10 | FBC Bozen                    | FBC Bozen                                                     | SHC Firelions Serenissima       | FC Fanatics Gargazon        |                              |                        |                             |
| 2010/11 | Viking Roma FC               | SV Sterzing/Vipiteno                                          | SV Sterzing/Vipiteno            | SV Sterzing/Vipiteno        |                              |                        |                             |
| 2011/12 | SSV Diamante Bolzano         | UF Gargazon Liftex                                            | Floorball L'Aquila              | SV Sterzing/Vipiteno        | SSV Diamante Bolzano         |                        |                             |
| 2012/13 | FBC Bozen                    | UF Gargazon Liftex                                            | Floorball L'Aquila              | SV Sterzing/Vipiteno        | n.d.                         |                        |                             |
| 2013/14 | Floorball L'Aquila           | UF Gargazon Liftex                                            | Floorball L'Aquila              | ASC Algund Raiffeisen       | UF Gargazon Liftex           |                        |                             |
| 2014/15 | Floorball L'Aquila           | Ritten Sport                                                  | Floorball L'Aquila              | SSV Diamante Bolzano        | SSV Diamante Bolzano         |                        |                             |
| 2015/16 | FBC Bozen                    | SV Sterzing                                                   | SS Lazio Floorball              | SS Lazio Floorball          | Viking Roma FC               |                        |                             |
| 2016/17 | Floorball L'Aquila           | UHC Wild Boars Varese                                         | Floorball L'Aquila              | SSV Diamante Bolzano        | Floorball L'Aquila           |                        |                             |
| 2017/18 | FC Milano Molotov            | UHC Wild Boars Varese                                         | Floorball L'Aquila              | Viking Roma FC              | UHC Wild Boars Varese        |                        |                             |
| 2018/19 | Viking Roma FC               | SSV Diamante Bolzano                                          | FC Milano Bombshells            | Viking Roma FC              | Viking Roma FC               | FC Giants              |                             |
| 2019/20 | sospeso (per Covid19)        | sospeso (per Covid19)                                         | sospeso (per Covid19)           | sospeso (per Covid19)       | n.d.                         | annullata              |                             |
| 2020/21 | annullato                    | annullato                                                     | annullato                       | annullato                   | FC Milano Molotov            | Viking Roma FC         | FC Milano Overdrive         |
| 2021/22 | UHC Sterzing/Gargazon Liftex | SSV Bozen Goats                                               | Floorball Black Lions           | SSV Diamante Bolzano        | n.d.                         | n.d.                   | FC Milano Overdrive         |
| 2022/23 | Viking Roma FC               | FC Milano Molotov (autunnale) FC Milano Molotov (primaverile) | Viking Roma FC                  | SSV Diamante Bolzano        | n.d.                         | n.d.                   | Atlavir/FC Milano Overdrive |
| 2023/24 | SSV Diamante Bolzano         | UF Gargazon/Algund (Seniores B)                               | UNLITE (Unihoc Floorball Women) | SSV Diamante Bolzano        | UHC Sterzing/Gargazon Liftex | n.d.                   | n.d.                        |
| 2024/25 | FC Milano Molotov            | Viking Roma FC                                                | Floorball Black Lions           | SSV Diamante Bolzano        | FC Milano Molotov            |                        |                             |

### Presidenti della FIUF
| David Lazzari    | 2000-2003 |
| Jorgen Olshov    | 2004-2008 |
| Gaia Antonini    | 2008-2012 |
| Tiberio Calamai  | 2012-2017 |
| Giorgio Rambaldi | 2017-2025 |
| Sonia Sopranzi   | 2025-     |